# Plastiscines

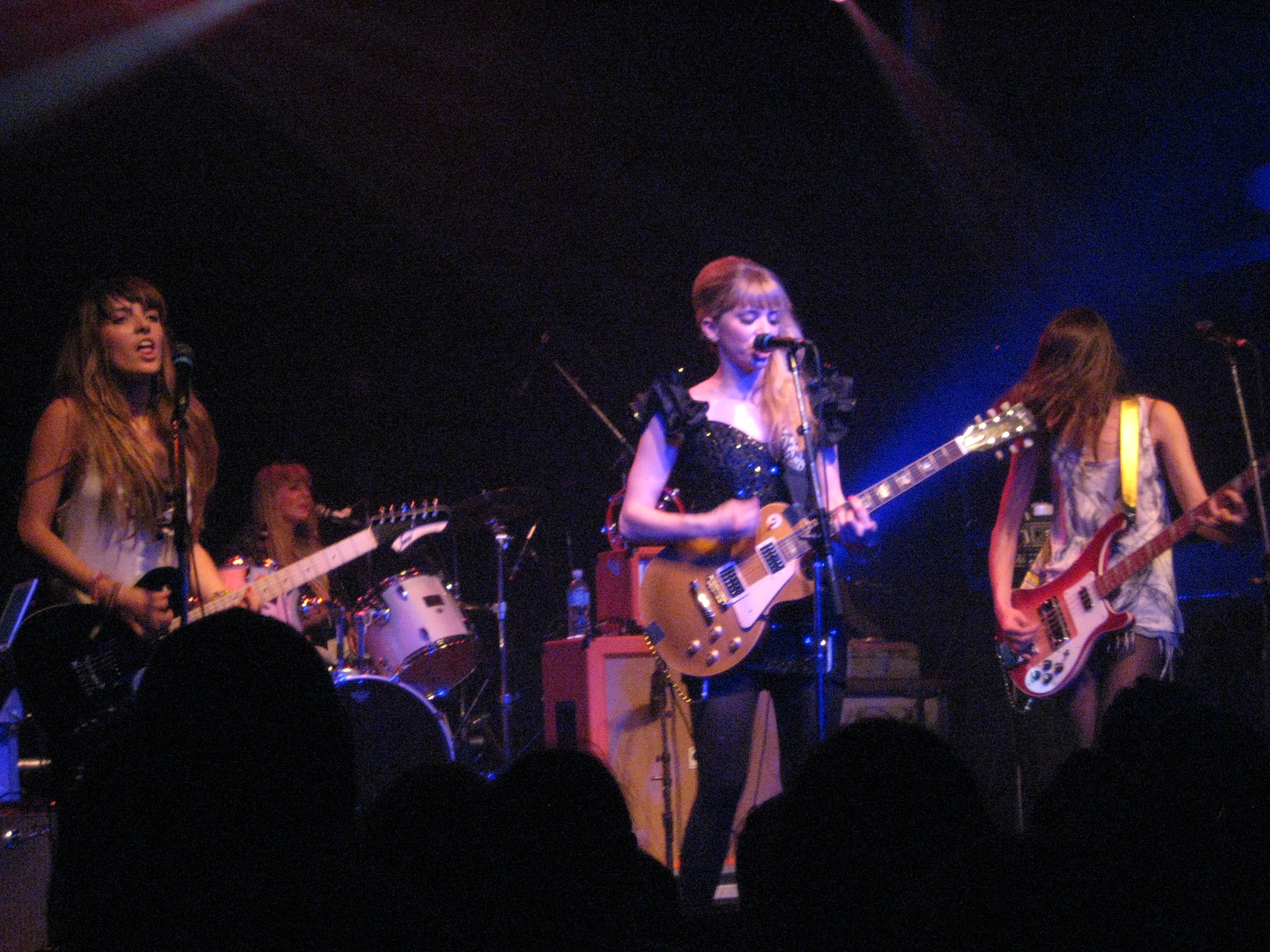
De Plastiscines in Toronto (2009)

De Plastiscines is een Franse band uit Parijs die poprock maakt. De band bestaat uit vier vrouwen. Ze worden beïnvloed door bands zoals The Libertines, The White Stripes en The Strokes.
De band werd gevormd toen de meisjes elkaar ontmoetten op een concert van The Libertines. Ze werden ontdekt door de producer van Kraftwerk. Hij regelde een contract voor hen bij Virgin Records. Ze begonnen in maart 2007 met hun debuutalbum LP1. In 2009 namen ze een tweede album op in Los Angeles, About Love. De eerste single uit dit album, Bitch werd gebruikt in de serie Gossip Girl.

## Leden
Katty Besnard — zang, gitaar

Marine Neuilly — gitaar

Louise Basilien — Bas

Anaïs Vandevyvere — drums

## Discografie
2007 - LP1:
1. Alchimie
2. Loser
3. Shake (Twist around the fire)
4. Mister Driver
5. La règle du jeu
6. Zazie fait de la bicyclette
7. No way
8. Pop in, pop out!
9. Rake
10. Tu as tout prévu
11. Human rights
12. Lost in translation
13. Under control

2009 - About Love:
1. I could rob you
2. Barcelona
3. Bitch
4. Camera
5. From friends to lovers
6. Time to leave
7. I am down
8. Another kiss
9. Pas avec toi
10. Runnaway
11. You're no good
12. Coney island